# Oleorresina de pimentón
La oleoresina de pimentón (conocida también como extracto del pimentón o abreviadamente como ORP) es un colorante natural de color rojo en formato de oleoresina. Se emplea en la industria alimentaria bajo la denominación codificada E160c. Suele aplicarse a los alimentos que poseen un estado líquido o viscoso con la intención de tintarlos de color rojizo. suele extraerse de forma natural procedente de los pimientos (es decir de los frutos de la especie Capsicum annuum). Se encuentra en grandes cantidades en las especias fundamentadas en el pimentón, empleadas en la coloración . 

## Propiedades
La oleorresina del pimentón es una sustancia líquida que presenta propiedades ligeramente viscosas, su color es originariamente de rojo intenso, colores rojo violáceo oscuro, y con aroma típico de pimentón según las calidades, orígenes de los frutos. Con presencia de colores homogénea, es empleada en la industria por presentar buenas propiedades de fluidez a temperatura ambiente. Además de proporcionar color rojo, suele proporcionar sabor a pimentón. Es muy poco soluble en agua y en algunas ocasiones para lograr que se disuelva se añaden tensoactivos, o también mediante microencapsulación mediante mezclas con gelatina o goma arábiga. En algunas concentraciones la capsaicina se encuentra presente y esto es tenido en cuenta debido a la presenecia de propiedades pungentes. Su extracción de las frutas del Capsicum Anuum L. se realiza mediante el empleo de solventes como el hexano.
La oleoresina posee una gran variedad de compuestos químicos (casi más de 100). suele componerse de substancias lipofílicas como son los mono, di y triglicéridos; de ácidos grasos libres, así como de diversos pigmentos (carotenos de estructura hidrocarbonada, o xantofilas con oxígeno), aceites esenciales; resinas ácidas así como sus ésteres; terpenos, ceras, esteroles de origen vegetal y en diversa cantidad capsaicinoides.